# Pertapaan
Pertapaan is een bestuurslaag in het regentschap Serdang Bedagai van de provincie Noord-Sumatra, Indonesië. Pertapaan telt 1804 inwoners (volkstelling 2010).